# Shell and Pennzoil Grand Prix of Houston
Der Shell and Pennzoil Grand Prix of Houston ist ein Automobilrennen der höchsten Kategorie im American Championship Car Racing in Houston, Texas, Vereinigte Staaten.
Unter dem Namen Texaco Grand Prix of Houston fand die Veranstaltung 1998 erstmals im Rahmen der CART-Serie auf dem Houston Street Circuit statt. Bis 2001 blieb der Grand Prix auf der Strecke, die in der Nähe des George R. Brown Convention Center war. 2006 kehrte der Grand Prix of Houston in die Champ-Car-Serie zurück. Diesmal wurde der JAGFlo Speedway im Reliant Park als Austragungsort gewählt. Nach der Einstellung der Champ-Car-Serie zum Saisonende 2007 wurde der Grand Prix of Houston erneut eingestellt.
2013 kehrte das Rennen unter dem Namen Shell and Pennzoil Grand Prix of Houston in die IndyCar Series zurück. Die Veranstaltung blieb im Reliant Park, die Strecke wurde in M.D. Anderson Cancer Center Speedway umbenannt und leicht modifiziert.

## Ergebnisse
| Auflage | Jahr          | Strecke         | Serie           | Sieger                                  | Zweiter                                 | Dritter                               | Pole-Position                         | Schnellste Runde                        |
| ------- | ------------- | --------------- | --------------- | --------------------------------------- | --------------------------------------- | ------------------------------------- | ------------------------------------- | --------------------------------------- |
| 01      | 1998          | Downtown        | CART            | Dario Franchitti (Reynard-Honda)        | Alex Zanardi (Reynard-Honda)            | Tony Kanaan (Reynard-Honda)           | Greg Moore (Reynard-Mercedes)         | Alex Zanardi (Reynard-Honda)            |
| 02      | 1999          | Downtown        | CART            | Paul Tracy (Reynard-Honda)              | Dario Franchitti (Reynard-Honda)        | Michael Andretti (Swift-Ford)         | Juan Pablo Montoya (Reynard-Honda)    | Juan Pablo Montoya (Reynard-Honda)      |
| 03      | 2000          | Downtown        | CART            | Jimmy Vasser (Lola-Toyota)              | Juan Pablo Montoya (Lola-Toyota)        | Gil de Ferran (Reynard-Honda)         | Gil de Ferran (Reynard-Honda)         | Michael Andretti (Lola-Ford-Cosworth)   |
| 04      | 2001          | Downtown        | CART            | Gil de Ferran (Reynard-Honda)           | Dario Franchitti (Reynard-Honda)        | Memo Gidley (Lola-Toyota)             | Gil de Ferran (Reynard-Honda)         | Jimmy Vasser (Reynard-Toyota)           |
|         | 2002 bis 2005 | kein Grand Prix | kein Grand Prix | kein Grand Prix                         | kein Grand Prix                         | kein Grand Prix                       | kein Grand Prix                       | kein Grand Prix                         |
| 05      | 2006          | Reliant Park    | Champ Car       | Sébastien Bourdais (Lola-Ford-Cosworth) | Paul Tracy (Lola-Ford-Cosworth)         | Mario Domínguez (Lola-Ford-Cosworth)  | Mario Domínguez (Lola-Ford-Cosworth)  | Sébastien Bourdais (Lola-Ford-Cosworth) |
| 06      | 2007          | Reliant Park    | Champ Car       | Sébastien Bourdais (Panoz-Cosworth)     | Graham Rahal (Panoz-Cosworth)           | Robert Doornbos (Panoz-Cosworth)      | Will Power (Panoz-Cosworth)           | Sébastien Bourdais (Panoz-Cosworth)     |
|         | 2008 bis 2012 | kein Grand Prix | kein Grand Prix | kein Grand Prix                         | kein Grand Prix                         | kein Grand Prix                       | kein Grand Prix                       | kein Grand Prix                         |
| 07      | 2013          | Reliant Park    | IndyCar Series  | Scott Dixon (Dallara-Honda)             | Simona de Silvestro (Dallara-Chevrolet) | Justin Wilson (Dallara-Honda)         | Takuma Satō (Dallara-Honda)           | Will Power (Dallara-Chevrolet)          |
| 08      | 2013          | Reliant Park    | IndyCar Series  | Will Power (Dallara-Chevrolet)          | Scott Dixon (Dallara-Honda)             | James Hinchcliffe (Dallara-Chevrolet) | Hélio Castroneves (Dallara-Chevrolet) | Luca Filippi (Dallara-Honda)            |
| 09      | 2014          | Reliant Park    | IndyCar Series  | Carlos Huertas (Dallara-Honda)          | Juan Pablo Montoya (Dallara-Chevrolet)  | Carlos Muñoz (Dallara-Honda)          | Simon Pagenaud (Dallara-Honda)        | Simon Pagenaud (Dallara-Honda)          |
| 10      | 2014          | Reliant Park    | IndyCar Series  | Simon Pagenaud (Dallara-Honda)          | Mikhail Aleshin (Dallara-Honda)         | Jack Hawksworth (Dallara-Honda)       | Hélio Castroneves (Dallara-Chevrolet) | Simon Pagenaud (Dallara-Honda)          |

Anmerkungen
1. ↑  Die Pole-Position zum zweiten Rennen 2013 wurde anhand der Entrant-Points vergeben.